# Nr. 24 (film)
Pour plus de détails, voir Fiche technique et Distribution.
Nr. 24 réalisé par John Andreas Andersen est un long métrage  norvégien de 2024. Le film retraçe l'histoire de Gunnar Sønsteby durant la seconde guerre.

## Synopsis
Dans la Norvège occupée par les nazis durant la Seconde Guerre mondiale, le jeune Gunnar Sønsteby, un apprenti de 21 ans, décide de s'engager dans la résistance norvégienne. Rapidement, il devient un leader charismatique orchestrant des sabotages audacieux pour contrer l'ennemi,.

## Fiche technique
- Titre : Nr. 24
- Réalisation : John Andreas Andersen
- Scénario : Erlend Loe, Espen von Ibenfeldt
- Photographie :
- Montage :
- Musique : Kristoffer Lo
- Pays d'origine :  Norvège
- Langue : Norvégien
- Genre :  Film d'action
- Date de sortie : 2024

## Distribution
- Sjur Vatne Brean
- Lisa Loven Kongsli
- Erik Hivju
- Ines Høysæter Asserson
- Per Kjerstad